# ARE
ARE – francuski nożowy ustawiacz min. 
Była to ważąca 1700 kg przyczepa holowana za czterotonową ciężarówką lub transporterem gąsienicowym. Załoga składała się z dowódcy, kierowcy i dwóch ładowaczy. Pojazd był przeznaczony do układania min przeciwpancernych typu HPD. Miny mogły być zakopywane na głębokości 150 mm lub układane na powierzchni gruntu co 2,5–10 m. Ustawiacz mógł postawić 900–1500 min w ciągu godziny. Liczba ustawionych min zależy od sposobu minowania i rodzaju gruntu.